# Le Château de l'araignée
Pour plus de détails, voir Fiche technique et Distribution.
Le Château de l'araignée (蜘蛛巣城, Kumonosu-jō) est un film japonais réalisé par Akira Kurosawa, sorti en 1957. Il s'agit d'une adaptation libre de Macbeth, la pièce de théâtre de William Shakespeare, adaptation dans laquelle l'intrigue a été transposée dans le Japon médiéval du XVIe siècle, pendant l'époque Sengoku. Le titre original japonais, qui signifie littéralement « Le château de la toile d'araignée », fait référence à la forêt dense et brumeuse qui entoure le château, symbole du piège dans lequel les protagonistes se trouvent enfermés.
Le film met en scène Toshirō Mifune dans le rôle principal de Washizu, un samouraï ambitieux, et Isuzu Yamada dans celui de son épouse, Asaji. L'intrigue suit fidèlement la trame de la pièce de Shakespeare : après avoir entendu une prophétie d'un esprit de la forêt (qui remplace les trois sorcières de l'œuvre originale), Washizu est poussé par son épouse à assassiner son seigneur pour s'emparer du pouvoir. Cette tragédie explore les thèmes de l'ambition dévorante, de la culpabilité, de la paranoïa et de la folie, tout en les ancrant dans le contexte culturel et historique du Japon médiéval.
Reconnu comme l'une des adaptations les plus originales et influentes de Shakespeare au cinéma, Le Château de l'araignée a été acclamé pour sa mise en scène et son atmosphère inquiétante. Kurosawa utilise magistralement les éléments visuels et sonores pour créer un environnement oppressant et surnaturel, notamment à travers l'utilisation de la brume, de la pluie et des forêts denses. Le réalisateur parvient à fusionner habilement les traditions théâtrales occidentales avec des éléments du théâtre nō japonais, créant ainsi une œuvre unique qui transcende les frontières culturelles.

## Synopsis
Dans le Japon féodal du XVIe siècle, deux commandants samouraïs, Washizu et Miki, traversent une forêt brumeuse après une victoire militaire. Ils rencontrent un esprit qui prédit leur avenir : Washizu deviendra seigneur de la citadelle du Nord et Miki deviendra commandant de la première forteresse dès ce soir, puis Washizu deviendra finalement seigneur du château de l'araignée, mais ce sera le fils de Miki qui lui succédera.
De retour au château, leur seigneur récompense Washizu et Miki en lui offrant les titres prédits. Encouragé par son ambitieuse épouse Asaji, Washizu assassine le seigneur et s'empare du pouvoir. Tourmenté par la culpabilité et la paranoïa, il fait tuer Miki et son fils pour assurer sa position.
Progressivement, Washizu sombre dans la folie. Lorsque la forêt elle-même semble se mettre en marche contre lui, accomplissant une autre prédiction de l'esprit, ses propres hommes se retournent contre lui. Le film culmine avec Washizu, cerné dans son château, criblé de flèches tirées par ses anciens alliés.

## Fiche technique
- Titre : Le Château de l'araignée
- Titre original : 蜘蛛巣城 (Kumonosu-jō?)
- Titre anglais : Throne of Blood
- Réalisation : Akira Kurosawa
- Scénario : Shinobu Hashimoto, Ryūzō Kikushima, Hideo Oguni et Akira Kurosawa, d'après Macbeth de William Shakespeare
- Production : Akira Kurosawa et Sōjirō Motoki
- Société de distribution : Tōhō
- Musique : Masaru Satō
- Photographie : Asakazu Nakai
- Premier assistant opérateur : Takao Saitō
- Montage : Akira Kurosawa
- Décors : Yoshirō Muraki
- Pays d'origine : Japon
- Langue originale : japonais
- Format : noir et blanc - 1,37:1 - Mono - 35 mm
- Genre : drame - film historique - jidai-geki
- Durée : 105 minutes
- Dates de sortie :
  - Japon : 15 janvier 1957[1]
  - France : 27 avril 1966[2]

## Distribution
- Toshirō Mifune : le général Taketoki Washizu, un samouraï qui, poussé par sa femme et une interprétation erronée, laisse parler son arrivisme meurtrier
- Isuzu Yamada : Asaji, la femme arriviste de Washizu qui le pousse à s'emparer du pouvoir
- Minoru Chiaki : le général Yoshiaki Miki, l'ami fidèle de Washizu
- Akira Kubo : Yoshiteru Miki, le fils de Miki
- Takashi Shimura : Noriyasu Odagura
- Takamaru Sasaki : le seigneur Kuniharu Tsuzuki
- Hiroshi Tachikawa : Kunimaru, le fils de Tsuzuki
- Kokuten Kōdō : un commandant militaire
- Nakajiro Tomita : un commandant militaire
- Yoshio Inaba : un commandant militaire
- Kichijirō Ueda : un employé de Washizu
- Eiko Miyoshi : la vieille femme du château
- Chieko Naniwa : la sorcière
- Gen Shimizu :
- Isao Kimura : un samouraï fantôme
- Seiji Miyaguchi : un samouraï fantôme
- Nobuo Nakamura : un samouraï fantôme
- Yū Fujiki : un samouraï de Washizu

## Production

### Développement

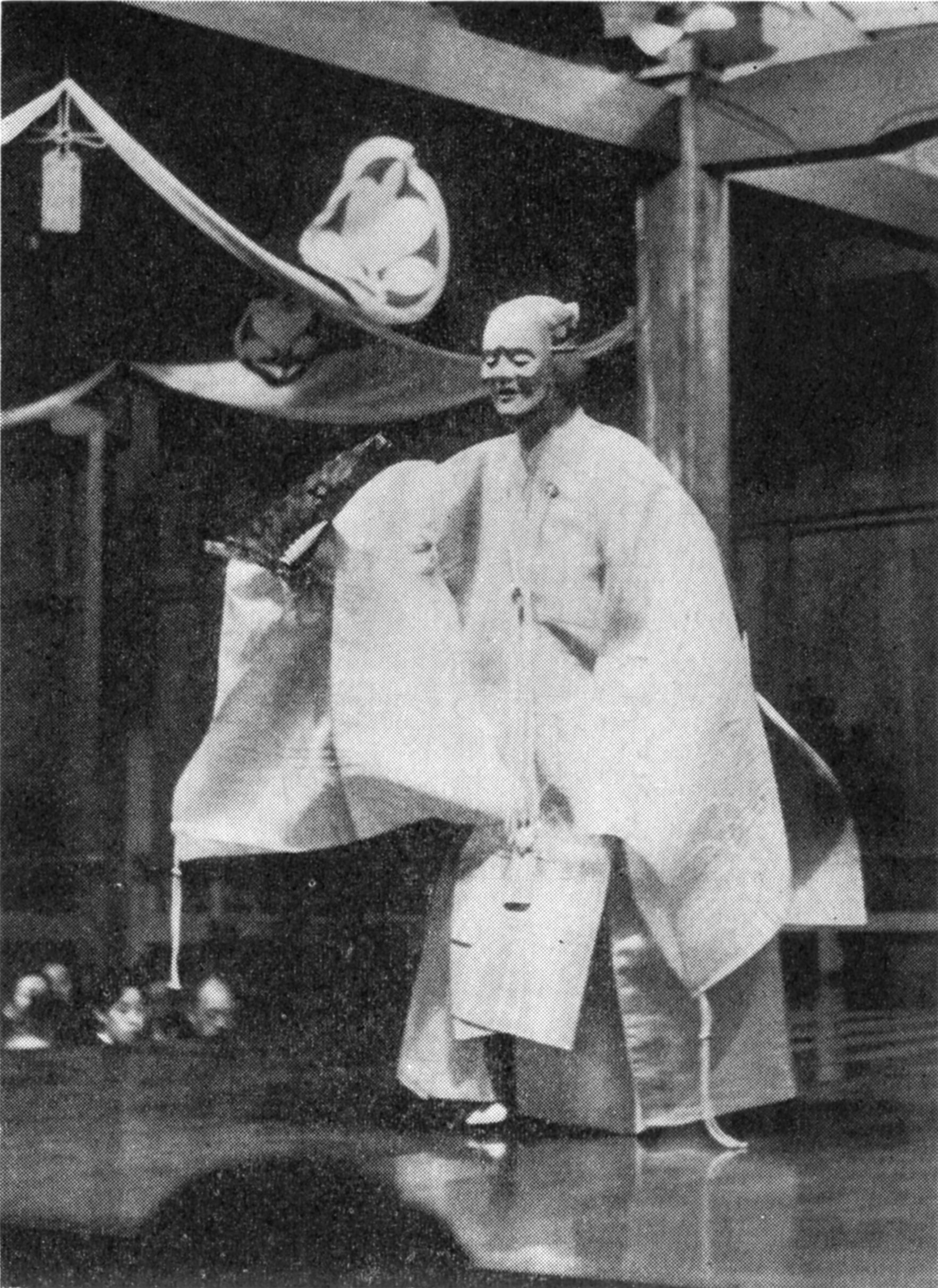
Le nō a eu une grande influence sur le film.

Les pièces de William Shakespeare sont présentes au Japon depuis la Restauration de Meiji en 1868, bien qu'elles aient été interdites pendant la Seconde Guerre mondiale car non japonaises. Le réalisateur Akira Kurosawa déclare être un admirateur de longue date de Macbeth et qu'il envisage de réaliser une adaptation cinématographique après avoir terminé son film de 1950 Rashōmon. Lorsqu'il apprend qu'Orson Welles a sorti sa propre version de Macbeth en 1948, Kurosawa décide de reporter son projet d'adaptation de plusieurs années.
Kurosawa croit que l'Écosse et le Japon au Moyen Âge partagent des problèmes sociaux similaires et que ceux-ci portent des leçons pour le présent. De plus, Macbeth peut servir de conte moral complétant son film de 1952 Vivre.
En mai 1956, Kurosawa annonce qu'il produira trois films de samouraïs pour la Tōhō, Le Château de l'araignée, La Forteresse cachée, et Le Garde du corps, chacun devant être tourné de septembre 1956 à début 1957 par d'autres réalisateurs. Ishirō Honda, surtout connu pour avoir réalisé le kaiju de 1954 Godzilla, est prévu pour réaliser Le Château de l'araignée, mais Kurosawa finit par réaliser les trois films lui-même.
Le film combine la pièce de Shakespeare avec le style nō, Kurosawa étant un admirateur de ce genre théâtral, qu'il préfère au kabuki. En particulier, il souhaite incorporer les mouvements corporels et la conception des décors de style nō. Le genre utilise également des masques, et l'esprit maléfique est vu, dans différentes parties du film, portant des visages rappelant ces masques, commençant par yaseonna (vieille dame). Le nō met souvent l'accent sur la doctrine bouddhiste de l'impermanence. Cela est lié au fait que le personnage de Washizu est privé de salut, et que son fantôme est toujours de ce monde. De plus, l'utilisation de la flûte et du tambour dans la partition du film est tirée du nō.

### Écriture
Les trois collaborateurs fréquents de Kurosawa pour les scénarios collaborent ensemble pour la première fois : Hideo Oguni, Shinobu Hashimoto, et Ryūzō Kikushima, chacun travaillant avec le réalisateur pour la quatrième fois. Initialement, les scénaristes écrivent le scénario avec l'intention qu'il soit réalisé par Ishirō Honda, mais la Tōhō insiste pour que ce soit Kurosawa qui prenne la direction après avoir lu le scénario et réalisé qu'un budget important est nécessaire pour le film.
Le titre japonais du film, Kumonosu-jō (蜘蛛巣城), se traduit littéralement par « Le château de la toile d'araignée ». Cette métaphore puissante évoque l'atmosphère étouffante et le destin inéluctable des personnages principaux. La forêt dense et brumeuse qui entoure le château devient un personnage à part entière, symbolisant le piège moral et psychologique dans lequel Washizu et son épouse s'enferment progressivement. Kurosawa utilise cette imagerie de manière récurrente tout au long du film, notamment dans les scènes de la forêt où les personnages semblent littéralement pris au piège dans un labyrinthe de branches et de brume, reflétant leur confusion morale et leur incapacité à échapper à leur destin. Cette interprétation visuelle du titre renforce le thème central de l'œuvre : l'inévitabilité de la chute lorsqu'on cède à l'ambition démesurée.

### Tournage

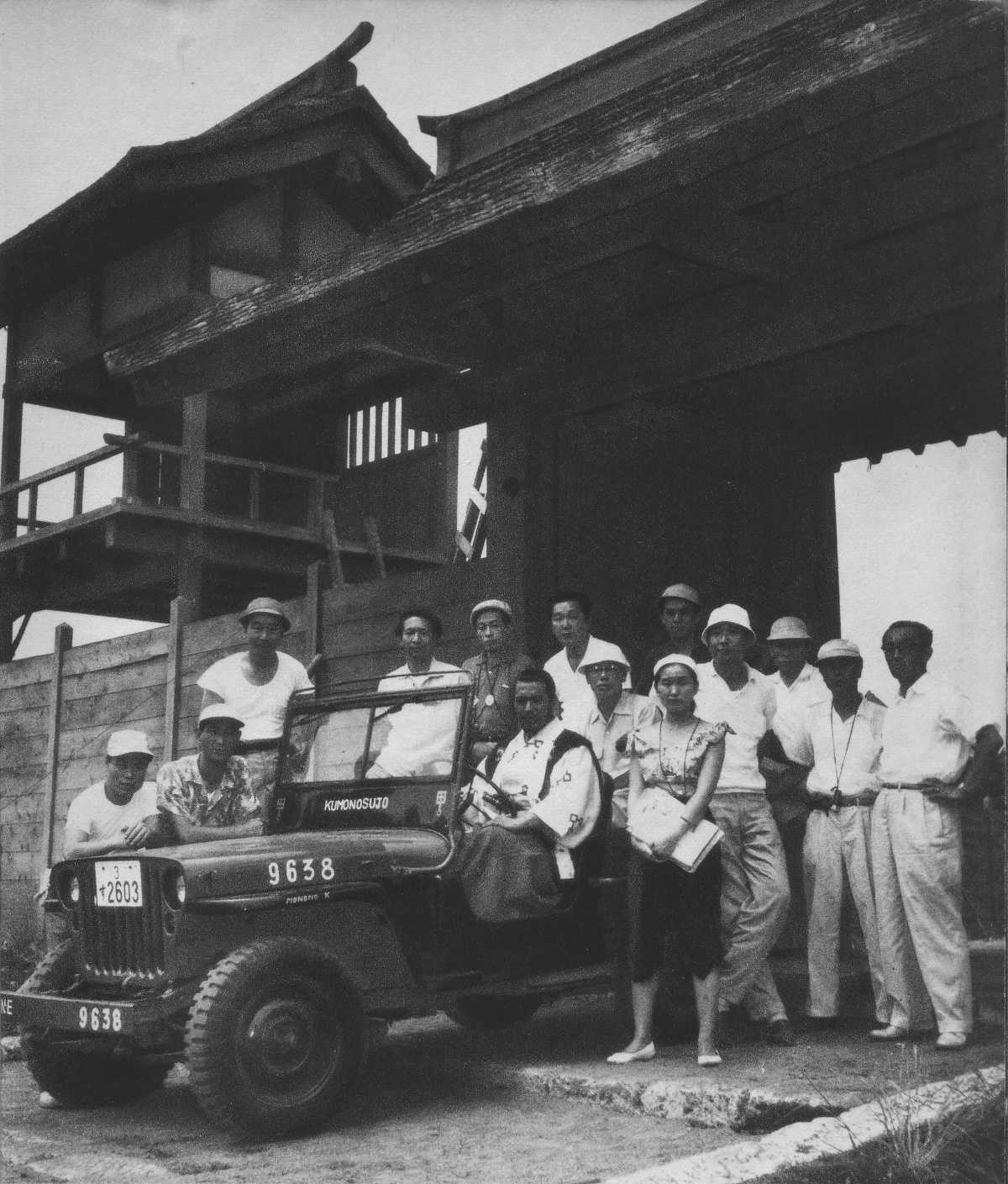
Les acteurs du film et l'équipe de tournage en extérieur (Toshirō Mifune est au volant de la jeep et Akira Kurosawa est quatrième à partir de la droite).

Le décor extérieur du Château de l'araignée a été monté sur les pentes du mont Fuji, mais les scènes se déroulant dans la cour intérieure ont été tournées dans des studios de la Tōhō, à Tamagawa. Dans un souci de continuité visuelle, l'équipe a rapporté de la terre volcanique pour en recouvrir le sol du studio. Les scènes d'intérieur ont, quant à elles, été tournées dans un plus petit studio de Tokyo. Pour les séquences en forêt, la production s'est déplacée à Aokigahara, et des scènes additionnelles ont été tournées en studio. Enfin, la propriété servant de décor pour le domaine de Washizu a été trouvée dans la péninsule d'Izu.
Concernant le tournage du film, Akira Kurosawa a déclaré : « Le film a été très compliqué à réaliser. Nous avions décidé que le décor du château devait être monté sur les pentes du mont Fuji, non pas parce que je voulais montrer la montagne, mais parce que ses pentes inclinées correspondaient au paysage que je voulais filmer. Et il y a souvent du brouillard à cet endroit. J'avais décidé que je voulais beaucoup de brouillard dans ce film. Construire le décor a été très difficile car nous n'avions pas assez de monde, et aussi parce que nous étions très loin de Tokyo. Par chance, le Corps des Marines avait une base dans les environs et ils ont été d'un grand secours ; une unité de la police militaire nous a également prêté main-forte. Nous avons tous travaillé très dur pour aménager le terrain et monter le décor. Je me rappelle que nous étions littéralement épuisés d'avoir à travailler dans cet endroit plongé dans le brouillard ; nous en étions presque malades. »

### Effets spéciaux
La scène dans laquelle les arbres de la forêt s'approchent du château est créée par le département des effets spéciaux de la Tōhō et dirigée par Eiji Tsuburaya. À l'origine, cette scène était plus longue, mais Kurosawa a coupé plusieurs plans d'arbres au montage parce qu'il n'en était pas impressionné.
La scène de la mort de Washizu, dans laquelle ses propres archers se retournent contre lui et le transpercent de flèches, est en fait réalisée avec de vraies flèches, tirées par des archers compétents et expérimentés. Pendant le tournage, Mifune fait de grands mouvements avec les bras, ce qui est la façon dont l'acteur indique la direction de son son prochain mouvement afin d'empêcher les archers de le toucher accidentellement. L'idée était de renforcer le réalisme des expressions faciales de l'acteur, son personnage étant censé être terrorisé.

## Sortie
Le film sort en salles au Japon le 15 janvier 1957, distribué par la Tōhō, et rapporte 198 millions de yens, ce qui en fait le deuxième plus grand succès japonais de 1957, après L'Empereur Meiji et la Guerre russo-japonaise de la Shintōhō, qui rapporte 542,91 millions de yens. Aux États-Unis, le film est distribué en version sous-titrée par Brandon Films dans un format de 105 minutes, et sort le 22 novembre 1961.
Le Château de l'araignée est le premier film à être projeté au 1er Festival du film de Londres le 16 octobre 1957,. Après la projection, Akira Kurosawa assiste à une fête chez la critique de cinéma Dilys Powell, et dîne avec l'acteur Laurence Olivier et l'actrice Vivien Leigh, qui prévoient de jouer Macbeth et Lady Macbeth dans un projet d'adaptation cinématographique qui ne se matérialisera jamais. Olivier dit à Kurosawa qu'il a apprécié regarder le film et est impressionné par la scène où le Macbeth de Toshirō Mifune est transpercé de flèches. Le jeu d'actrice d'Isuzu Yamada impressionne Leigh, et elle demande pourquoi elle fait si peu de mouvements lorsqu'elle est en colère.
En 1991, le film sort aux États-Unis sur LaserDisc par The Criterion Collection, et sur VHS par Media Home Entertainment (en). La Tōhō sort le film sur DVD au Japon en 2002 et sur Blu-ray en 2010. En 2013, Madman Entertainment distribue le film sur DVD en Région 4. En région A, The Criterion Collection sort le film sur Blu-ray en 2014, après l'avoir sorti sur DVD 10 ans plus tôt.
En 2018, le film est projeté par le National Film Archive of Japan lors de l'événement Essential 2018 National Film Archive Opening Cinema Memorial dans le quartier de Kyōbashi à Tokyo, avec 9 autres films japonais. En 2021, le Kawakita Memorial Film Institute projette une version 4K remasterisée du film lors du 12e Festival du Film de 10 heures.

## Accueil

### Critique
Sur l'agrégateur de critiques Rotten Tomatoes, le film a un taux d'approbation de 96% basé sur 47 critiques, avec une note moyenne de 8,80/10. Le consensus du site déclare : « Un sommet de carrière pour Akira Kurosawa - et l'une des meilleures adaptations cinématographiques d'une pièce de Shakespeare ».
Lors de sa sortie aux États-Unis en 1961, la critique du Time loue Kurosawa et le film comme « une descente visuelle dans l'enfer de la cupidité et de la superstition ».
Bosley Crowther du New York Times qualifie l'idée de Shakespeare en version japonaise d'« amusante » et complimente la photographie. La plupart des critiques affirment que ce sont les visuels qui comblent le vide laissé par la suppression de la poésie de Shakespeare.
Les réalisateurs britanniques Geoffrey Reeve (en) et Peter Brook considèrent le film comme un chef-d'œuvre, mais nient qu'il s'agisse d'un film de Shakespeare en raison de la langue. L'historien du cinéma Donald Richie qualifie le film de « miracle parce qu'il est fait de si peu : brouillard, vent, arbres, brume, ». Le critique de cinéma Stephen Prince compare ses paysages minimalistes à la technique de peinture du sumi-e.
David Parkinson du magazine Empire lui attribue une note de 5 sur 5, le qualifiant de « très cinématographique » et de « film parsemé de magnifiques scènes ».
Le film reçoit des éloges de la part des critiques littéraires malgré les nombreuses libertés qu'il prend avec la pièce originale. Le critique littéraire américain Harold Bloom juge qu'il s'agit de « la version cinématographique la plus réussie de Macbeth ». Sylvan Barnet (en) écrit qu'il capture Macbeth en tant que guerrier fort, et que « Sans se soucier de la fidélité à l'original », Le Château de l'araignée est « beaucoup plus satisfaisant » que la plupart des films de Shakespeare. L'historien du cinéma David A. Conrad écrit que, tout comme la pièce de Shakespeare commente sur « les questions de légitimité, de masculinité et de guerre civile » qui résonnent dans l'Angleterre du début du XVIIe siècle, le film de Kurosawa s'engage dans les débats contemporains japonais sur la « toile d'araignée sans araignée » de la bureaucratie et de l'industrie d'après-guerre. Dans son Movie Guide, Leonard Maltin donne au film quatre étoiles, le qualifiant d'« adaptation graphique et puissante ».

### Distinctions
| Prix                            | Catégorie                      | Récipiendaire(s) | Issue      | Ref(s) |
| ------------------------------- | ------------------------------ | ---------------- | ---------- | ------ |
| Mostra de Venise                | Lion d'or                      | Akira Kurosawa   | Nomination | [ 44 ] |
| Prix Kinema Junpō               | 10 meilleurs films japonais    |                  | 4e place   | [ 45 ] |
| Prix Kinema Junpō               | Meilleure actrice              | Isuzu Yamada     | Lauréat    | [ 45 ] |
| Prix du film Mainichi           | Meilleur acteur                | Toshirō Mifune   | Lauréat    | [ 46 ] |
| Prix du film Mainichi           | Meilleure direction artistique | Yoshirō Muraki   | Lauréat    | [ 46 ] |
| Blue Ribbon Awards              | 10 meilleurs films japonais    |                  | 7e place   | [ 47 ] |
| Blue Ribbon Awards              | Prix de la technologie         | Yoshirō Muraki   | Lauréat    | [ 47 ] |
| Prix de la technologie visuelle | Art                            | Yoshirō Muraki   | Lauréat    | [ 48 ] |

## Postérité
Le film de 1960 d'Akira Kurosawa, Les salauds dorment en paix, est fortement influencé par Hamlet de William Shakespeare, ainsi que par Le Comte de Monte-Cristo d'Alexandre Dumas. Le film de 1971 de Roman Polanski, Macbeth, présente des similitudes avec Le Château de l'araignée, notamment dans les plans de personnages sur des routes sinueuses, la conception des décors et la musique pour identifier les lieux et les conditions psychologiques. La scène de la mort de Toshirō Mifune est la source d'inspiration pour la scène de la mort de Piper Laurie dans le film de 1976 Carrie au bal du diable, où des couteaux sont lancés sur elle, dans ce cas par le personnage Carrie White utilisant ses pouvoirs psychiques. En 1985, Kurosawa revient à l'adaptation d'une œuvre de Shakespeare, choisissant la pièce Le Roi Lear pour son dernier film épique Ran, et déplace à nouveau l'action dans le Japon féodal.
Le Château de l'araignée est référencé dans l'anime Millennium Actress (2001) sous la forme de l'Esprit de la Forêt/Sorcière. Il est adapté sur les planches par le metteur en scène Ping Chong (en), et est présenté en première au Festival Shakespeare de l'Oregon (en) de 2010 à Ashland.